# Bund der Ingenieure für Wasserwirtschaft, Abfallwirtschaft und Kulturbau

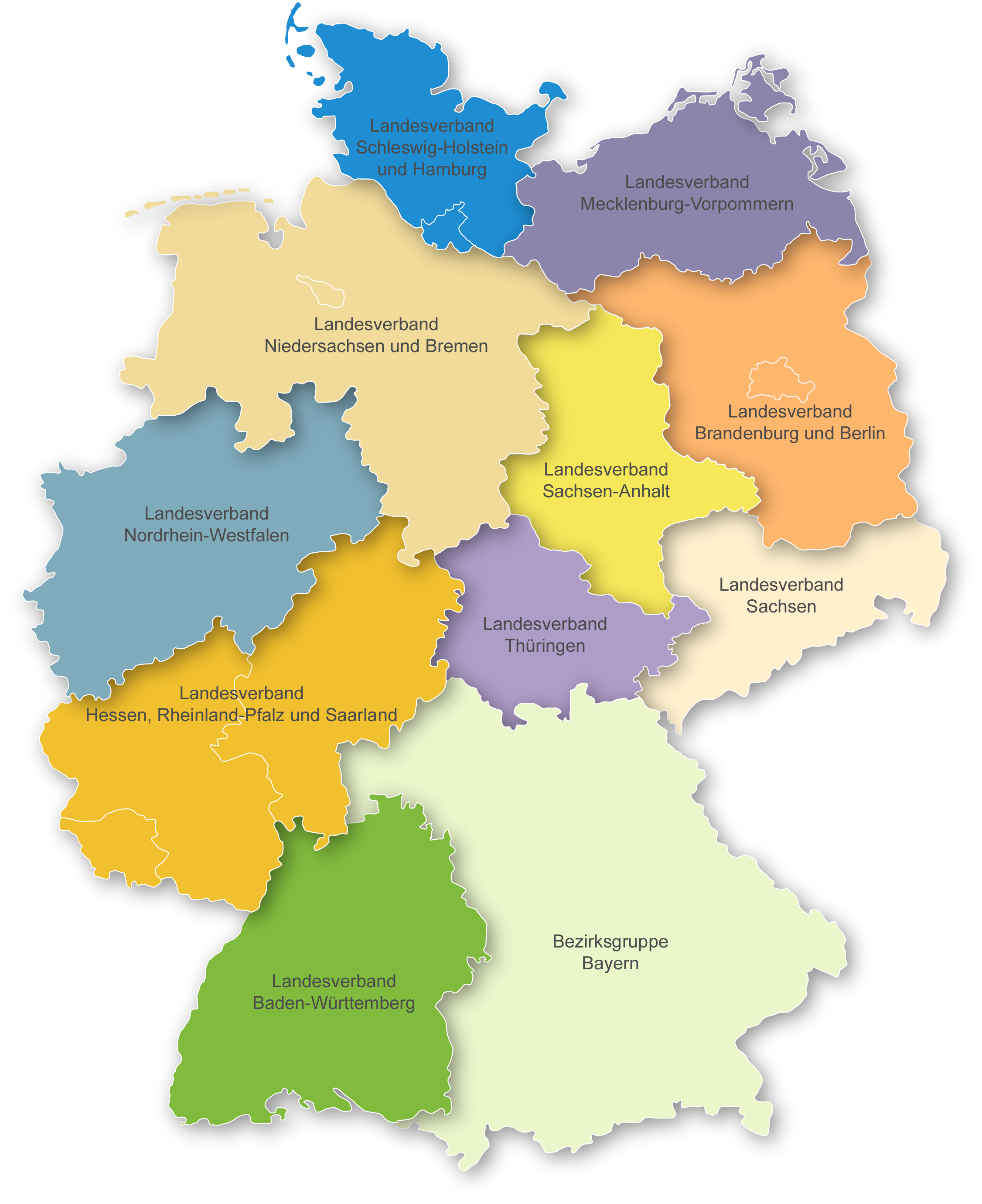
Karte der BWK-Landesverbände

Der Bund der Ingenieure für Wasserwirtschaft, Abfallwirtschaft und Kulturbau e.V. (BWK) ist ein Berufsverband von Ingenieuren und Naturwissenschaftlern in der Wasserwirtschaft, der Abfallwirtschaft und dem Kulturbau. Mitglieder des BWK sind Hydrologen, Geologen, Physiker, Chemiker und Biologen, Umweltingenieure, Bauingenieure, Wasserwirtschaftler, Wasserbauer und Abfallwirtschaftler, Geographen, Geoökologen und Verwaltungswirte, Studentinnen und Studenten sowie andere Fachleute aus Forschung und Lehre, öffentlicher Verwaltung und freier Wirtschaft. Der BWK will das berufliche Fortkommen seiner Mitglieder fördern und ihr Sprachrohr für klare Positionen und Standpunkte sein. Die Positionsbestimmung bezieht sich nicht allein auf Themen aus dem Fachgebiet, sondern auch auf das gesellschaftliche und politische Umfeld seiner Mitglieder. Mit seinen rund 3500 Mitgliedern aus ganz Deutschland ist der BWK aktiv im Umweltschutz, wirkt bei der Lösung technischer und naturwissenschaftlicher Aufgaben mit, gibt den Mitgliedern auf Lehrgängen, Tagungen und Seminaren die Möglichkeit der beruflichen und persönlichen Weiterbildung und vertritt die Interessen des Verbandes bundesweit bei verschiedenen Ausschüssen, Vereinen und Gremien.

## Geschichte
Der Bund der Ingenieure für Wasserwirtschaft, Abfallwirtschaft und Kulturbau (BWK) e. V. ist die Nachfolgeorganisation des Vereins Preußischer Meliorationstechniker, der 1904 in Siegen gegründet wurde. 1911 hatte der Verein bereits über 500 Mitglieder und gab sich eine neue Satzung. In dieser nannte er sich erstmals „Verband“. Ihm gehörten nicht nur Einzelmitglieder, sondern auch einzelne Vereine, z. B. die Meliorationstechnische Vereinigung Magdeburg an. Bis 1934 stieg die Mitgliederzahl auf 1.300. 1939 trat der erste Diplom-Ingenieur dem BWK bei. Die Verbandsarbeit kam durch den Krieg zum Erliegen und wurde 1945 ganz eingestellt. Im Jahr 1946 wurde auf einem Ehemaligentreffen der Bauschule Siegen ein Ausschuss für die Neugründung des Verbandes Deutscher Kulturbauingenieure ins Leben gerufen. Diesem Ausschuss gelang es im August 1947 Landesverbände in Hessen und Nordrhein-Westfalen zu gründen. Unabhängig von dieser Entwicklung fanden sich auch in Norddeutschland Fachkollegen, die im März 1948 den Verband Deutscher Wasserwirtschaft gründeten. Am 27. Oktober 1948 wurde von rund 200 Ingenieuren aus Wirtschaft und Verwaltung der Landesverband Niedersachsen und Bremen des Bundes der Wasser- und Kulturbauingenieure gegründet. Am 18. Juni 1950 schlossen sich die Landesverbände zum Bundesverband der Wasser- und Kulturbauingenieure zusammen. Dieser war Herausgeber der Zeitschrift „Wasser und Boden“. Die technisch-wissenschaftliche Arbeit der Ingenieure in der DDR wurde in der Kammer der Technik weitergeführt, die im Jahr 1946 gegründet wurde. Die Wasser- und Kulturbauingenieure bildeten den Fachverband „Wasser“. Im Jahr 1990 erfolgte die Gründung von 5 BWK-Landesverbänden in der damaligen DDR. 1991 gelang mit der Gründung der Landesverbände Baden-Württemberg und Bayern auch die Süderweiterung des BWK. BWK-Mitglieder aus Bayern werden vom Landesverband Baden-Württemberg mit betreut und haben im Juli 2021 eine eigene Bezirksgruppe gegründet.

## Aufbau
Der Verband besteht heute aus 10 Landesverbänden, die sich zu einem Bundesverband zusammengeschlossen haben. Die Landesverbände sind in 56 Bezirksgruppen gegliedert, die für das Miteinander der Mitglieder vor Ort zuständig sind. Der BWK ist auf rein ehrenamtlicher Basis organisiert, alle Ämter sind Ehrenämter. Berufsständisch verfasst sind die Landesverbände Baden-Württemberg, Nordrhein-Westfalen, Thüringen, Mecklenburg-Vorpommern, Hessen/Rheinland-Pfalz und Saarland, Niedersachsen und Bremen sowie Schleswig-Holstein und Hamburg. Die letztgenannten 3 Landesverbände sind Mitglied im Zentralverband der Ingenieurvereine. Der Bundesverband und die Landesverbände Brandenburg und Berlin, Sachsen und Sachsen-Anhalt sind technisch-wissenschaftlich tätig. Alle Landesverbände sind eingetragene Vereine.

## Aufgaben

### Fort- und Weiterbildung
Bundesverband, Landesverbände und die Bezirksgruppen des BWK organisieren Fortbildungsveranstaltungen, von Fachexkursionen bis zum jährlich stattfindenden Bundeskongress. Themen sind unter anderem die Auswirkungen des Klimawandels auf Wasserwirtschaft und Wasserbau, die Umsetzung der EU-Wasserrahmenrichtlinie, der digitalen Umbau der Wasserwirtschaft, der Ressourcenschutz, die Abfall- und Abwasserentsorgung, die Sanierung und Sicherung von Altlasten sowie erneuerbare Energien in der Wasserwirtschaft.

### Regelwerk
Der BWK ist Herausgeber des BWK-Regelwerks, bestehend aus Merk- und Arbeitsblättern sowie technisch-wissenschaftlicher Berichte. Die Regeln werden im Zusammenwirken mit interessierten Fachkreisen in einem öffentlichen Verfahren erarbeitet. In Merkblättern werden Empfehlungen unter Berücksichtigung wirtschaftlicher Erfordernisse gegeben. Technische Berichte enthalten technisches und ökologisches Grundlagenwissen und Ergebnisse von Untersuchungen zu aktuellen Fachfragen in der Wasser- und Abfallwirtschaft. Das BWK-Regelwerk wurde zunächst durch das Fraunhofer-Informationszentrum Raum und Bau vertrieben. Seit 2022 vertreibt der BWK das Regelwerk in eigener Regie.
Das BWK-Regelwerk wird von technisch-wissenschaftlichen Arbeitsgruppen erarbeitet, die in drei Sachbereiche eingeteilt sind:
- Wasserwirtschaft, Gewässerschutz
- Wasserbau, Kulturbau
- Abfallwirtschaft, Altlasten, Bodenschutz

### Technisch-Wissenschaftliche Arbeit
Mitgliedern des BWK wird die Möglichkeit geboten, in technisch-wissenschaftlichen Arbeitsgruppen mitzuarbeiten. Diese entwickeln das BWK-Regelwerk, dokumentieren ihre fachliche Arbeit und diskutieren Regeln und Arbeitsblätter im Rahmen des Gelbdruckverfahrens mit der Fachöffentlichkeit. Die Ergebnisse sollen für jeden zur Verfügung gestellt werden und für die Arbeit der Ingenieure und Ingenieurinnen in der Wasserwirtschaft, der Abfallwirtschaft, des Bodenschutzes und der Altlastensanierung nutzbar sein. So sollen moderne Instrumente für eine ganzheitliche, ökologisch orientierte quantitative und qualitative Wasser- und Abfallwirtschaft sowie einen umfassenden Bodenschutz der Fachwelt bereitgestellt werden.

### Software
Als Ergänzung des BWK-Merkblatts M 3 schrieben Mitglieder des BWK die Software VereNa zur vereinfachten und detaillierten Nachweisführung immissionsorientierter Anforderungen an Misch- und Niederschlagswassereinleitungen unter Berücksichtigung örtlicher Verhältnisse. Aktuelles Release ist die Version 21, die mit dem Erscheinen der Arbeits- und Merkblattreihe BWK A/M-3 (DWA A/M-102) freigegeben wurde.

### Junges Forum im BWK
Das Junge Forum im BWK ist konzipiert als offene Gruppe junger Ingenieurinnen, Ingenieure, Naturwissenschaftlerinnen, Naturwissenschaftler sowie Studentinnen und Studenten, die sich vor oder im Berufseinstieg befinden. Es soll helfen, das notwendige Wissen für die persönliche und berufliche Entwicklung sowie den Umgang mit den sich wandelnden Beschäftigungssituationen am Arbeitsmarkt zu erwerben. Angeboten werden die Vermittlung von Praktikumsplätzen und Abschlussarbeiten sowie ein Mentoringprogramm. Das Junge Forum ist landesverbandsübergreifend angelegt und entsendet Vertreter in den Bundesvorstand und die Bundesversammlung.

### Ausschüsse
Der Bundesverband hat für die Durchführung seiner satzungsgemäßen Aufgaben 4 Ausschüsse eingerichtet, in denen die Referenten der Landesverbände Mitglied sind. Die Ausschüsse koordinieren ihre Tätigkeit in der Regel per E-Mail, bei besonderen Aufgaben oder engen Terminen auch in gemeinsamen Sitzungen. Der Ausschuss für Ausbildung ist Bindeglied zwischen Hochschulen und Arbeitsmarkt. Er informiert den BWK über aktuelle Entwicklungen im Hochschulbereich, wie zuletzt über die Umstellung auf das Bachelor-Master System. Der Ausschuss für Fortbildung organisiert die Durchführung von Fortbildungsveranstaltungen auf Bundesverbandsebene, koordiniert der Fortbildungsarbeit zwischen Bundesverband und Landesverbänden und unterstützt die Landesverbände in der Fortbildungsarbeit. Er konzipiert bundesweite Fortbildungsveranstaltungen und führt diese gemeinsam mit den Landesverbänden durch. Der Ausschuss für Öffentlichkeitsarbeit ist für die Darstellung des BWK nach innen und außen zuständig. Darunter fallen die Verwaltung des Presseverteilers, das Verfassen von Pressemitteilungen, die Koordinierung der Social-Media-Aktivitäten sowie Konzipierung von Corporate Identity und Corporate Design. Der Ausschuss für Nachhaltigkeit, Klimaschutz und Klimaanpassung erarbeitet namens des BWK Positionen, Leitlinien und Stellungnahmen, die die Erfahrungen der Mitglieder bei der Bewältigung der Folgen der sich wandelnden klimatischen Bedingungen, bei der Vermeidung nachteiliger Einflüsse und bei der Anpassung an Klimawandelfolgen widerspiegeln. Die Ausschüsse erarbeiten Positionspapiere, Resolutionen und Forderungen.

### Kongresse und Tagungen
Da wasser- und abfallwirtschaftliche Planungen oder Baumaßnahmen Auswirkungen haben, die nicht an Ländergrenzen Halt machen, organisieren die Landesverbände des BWK nationale Kongresse und Tagungen, um Themen wie Altlastensanierung, Küsten- und Meeresschutz, Klimawandel, Hoch- und Niedrigwasser, Wasserqualität sowie Ökologie einzugsgebietsbezogen darzustellen. Die dazu vom BWK eingerichteten Formate sind das Sächsische Altlastenkolloqium (seit 1995, gemeinsam mit dem Dresdner Grundwasserforschungszentrum e.V.), der BWK-Küstentag (seit 2012), der BWK-Elbetag (seit 2017), der BWK-Rheintag (seit 2018) und der BWK-Odertag (seit 2022, gemeinsam mit dem Polnischen Verband Stowarzyszenie Inżynierów i Techników Wodnych i Melioracyjnych).

### Preise und Auszeichnungen
Der BWK-Bundesverband verleiht seit 2023 den BWK-Publikationspreis für den in der Zeitschrift „Wasser und Abfall“ des zurückliegenden Jahrgangs veröffentlichten Fachartikel mit dem größten Impact Factor.

## Fach- und Verbandszeitschrift
Der BWK ist Herausgeber der Fach- und Verbandszeitschrift Wasser und Abfall mit den Schwerpunkten Abfallwirtschaft/Bodenschutz/Altlasten, Abwasser/Gewässerschutz, Trinkwasser/Grundwasserschutz, Wasserwirtschaft/Wasserbau, Rechtsvorschriften und behördliche Anforderungen. Die Zeitschrift erscheint bei Springer Fachmedien.